# Aleksandra Aleksandrovna Ėkster
Aleksandra Aleksandrovna Ėkster, anche nota come Aleksandra Exter (in russo Александра Александровна Экстер?; Białystok, 6 gennaio 1882 – Fontenay-aux-Roses, 17 marzo 1949), è stata una pittrice, scenografa e costumista russa, appartenente al movimento dell'Avanguardia russa.

## Biografia
Aleksandra Grigorovič nacque nel 1882 a Białystok, oggi in Polonia, ma allora provincia russa, da una colta famiglia dell'alta borghesia. Suo padre era un ricco uomo d'affari ed ella ricevette un'educazione conforme al suo ceto e al suo ambiente sociale apprendendo il francese e il tedesco, e ricevendo anche lezioni private di disegno e di musica. Seguì come uditrice, dei corsi alla Scuola d'Arte di Kiev.
Aleksandra sposò un avvocato di successo, Nikolaj Evgen'evič Ėkster, e fondò con lui un salotto letterario e artistico sino al 1906. L'anno seguente trascorse qualche tempo a Parigi all'Académie de la Grande Chaumière a Montparnasse. Nel 1908 organizzò a Kiev, assieme a David Burljuk e suo fratello Vladimir Burljuk, la mostra Le Maillon con il gruppo Zveno (Collegamento), insieme a Wladimir Baranoff-Rossine e Oleksandr Bohomazov. In seguito viaggiò molto, conducendo una vita realmente cosmopolita. Soggiornò infatti a Kiev, San Pietroburgo, Odessa, Parigi, Roma e Mosca.
A Parigi il conte e pittore russo Sergej Jastrebzov la introdusse nel giro di amicizie della baronessa Hélène Oettingen; ebbe così l'opportunità di conoscere personaggi importanti dell'arte e della cultura del suo tempo, come Guillaume Apollinaire, Georges Braque, Fernand Léger e Pablo Picasso.
I suoi lavori, all'inizio, furono influenzati dal geometrismo di Cézanne, poi dal cubismo-futurismo russo-ucraino. Partecipò a tutte le mostre d'arte della sinistra russa, fra cui quella di Valet de Carreau ed espose ugualmente in Francia e in Italia, contribuendo così alla diffusione in Russia delle innovazioni dell'avanguardia mondiale. Nel 1915 decorò il teatro Kamerny di Aleksandr Tairov a Mosca, abbellendo con i suoi dipinti i muri, le scale, il vestibolo e il sipario.
Influenzata dal suprematismo di Kazimir Malevič, ma in conflitto con lui e per Vladimir Tatlin suo rivale, a partire dal 1916 Aleksandra dipinse dei quadri astratti. Non mostrò però tali opere sino al 1917, quando allestì presso il Valet de Carreau una retrospettiva dei suoi lavori degli ultimi dieci anni.
Soggiornò poi, per un certo tempo, a Kiev, sino al 1920, anno in cui ritornò a Mosca avendo assimilato le idee del costruttivismo russo. Nel 1921 espose i suoi lavori sotto il titolo di "Costruzioni di piani, costruzioni di forze", basandosi su una sua personale concezione del colore che era in aperta contraddizione con le teorie dello stesso costruttivismo. Nello stesso anno partecipò alla mostra "5x5=25", in compagnia di Aleksandr Rodčenko.
Nel 1922 disegnò i costumi di scena per la Salomè di Oscar Wilde. Nel biennio 1923-1924 elaborò degli abiti moderni e disegnò dei padiglioni per le esposizioni agricole e industriali russe. Fece anche degli schizzi per i costumi di Aėlita, un film di fantascienza di Jakov Protazanov. Nel 1924 collaborò all'organizzazione del padiglione sovietico per l'Esposizione Internazionale delle Arti di Venezia, esponendovi anche alcune sue opere.
Alla fine dello stesso anno Aleksandra emigrò in Francia con suo marito, ma continuò a presentare i suoi lavori nei padiglioni sovietici. Eseguì bozzetti di costumi e arredi, creò sculture luminose per l'appartamento berlinese della ballerina russa Elsa Krüger, fabbricò marionette, tenne corsi di scenografia e, dopo il 1936, illustrò libri per l'editore Flammarion.
Dal 1926 al 1930 fu insegnante nell'Accademia d'arte contemporanea di Fernand Léger e, dopo il 1933, realizzò a tempera delle miniature. Questa attività costituisce una fase molto particolare ed importante del periodo finale della sua carriera: il manoscritto "Callimaco" (traduzione francese del testo greco), da lei miniato, è considerato infatti uno dei suoi capolavori.
Nel 1930 fece parte dell'associazione Cercle et Carré ed espose nella mostra del gruppo. Nel 1936 partecipò all'allestimento della "Mostra del cubismo e dell'astrattismo" che fu aperta a New York. In seguito allestì solo delle mostre personali a Parigi e a Praga.
Aleksandra Ėkster morì a Fontenay-aux-Roses, un paesino alle porte di Parigi nel 1949, all'età di 67 anni.

## Galleria d'immagini

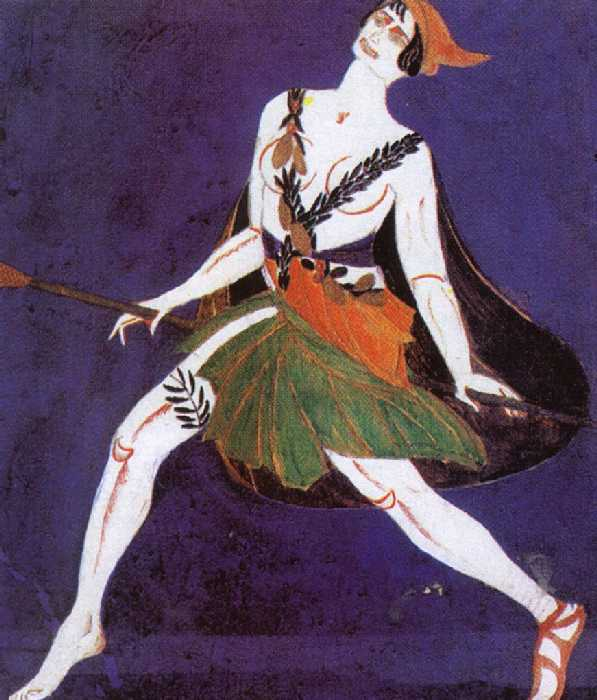
Menade
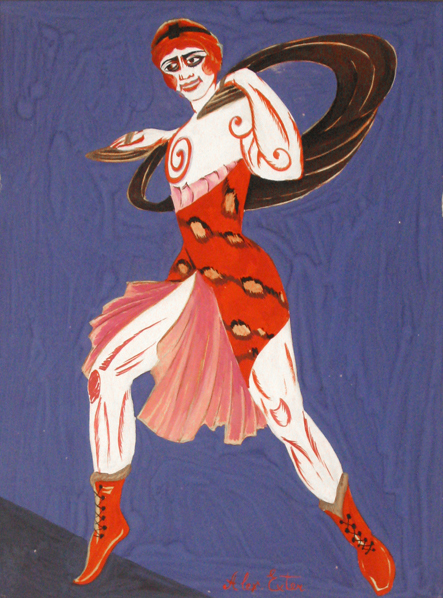
Costume di scena
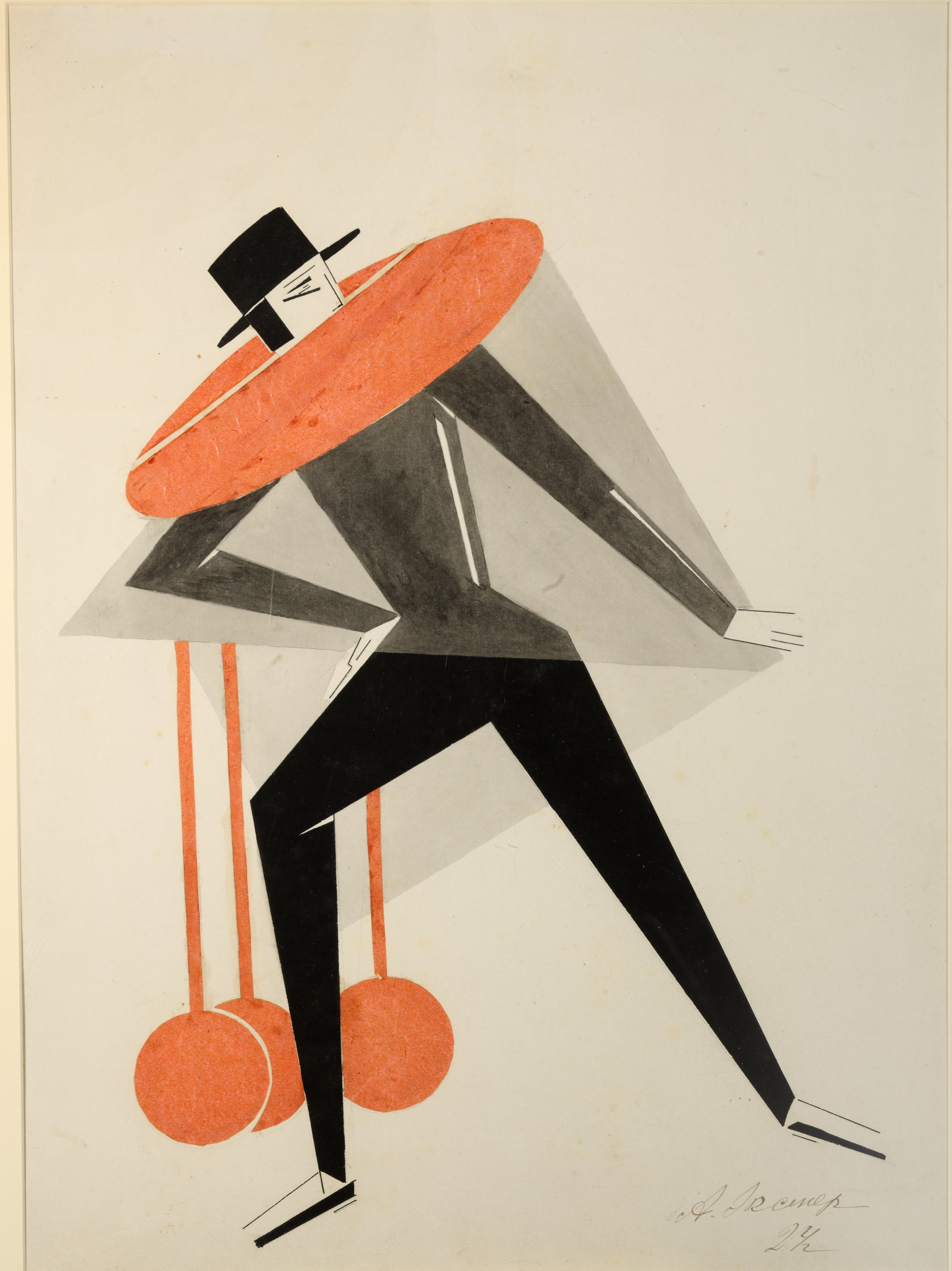
Costume di scena
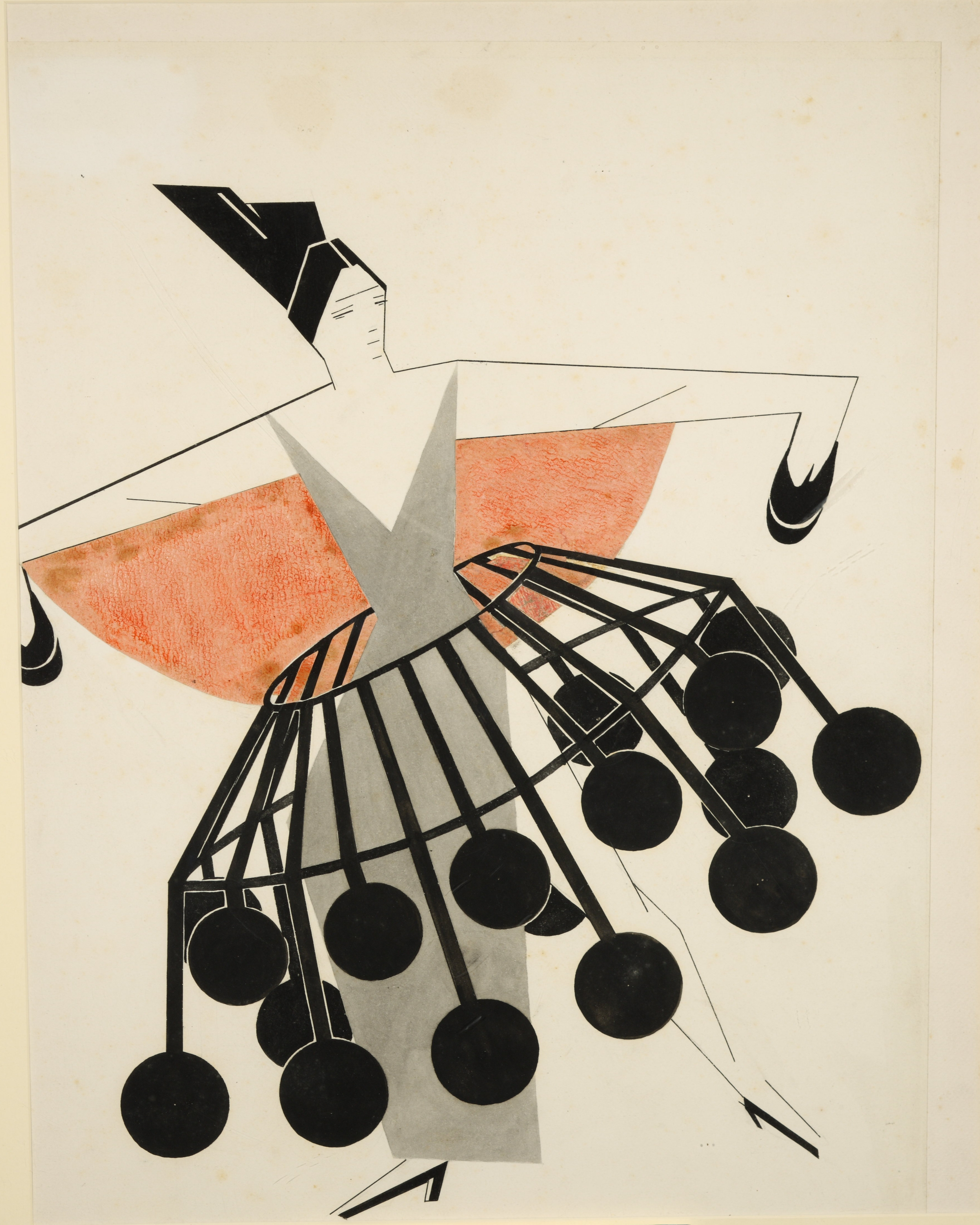
Costume di scena
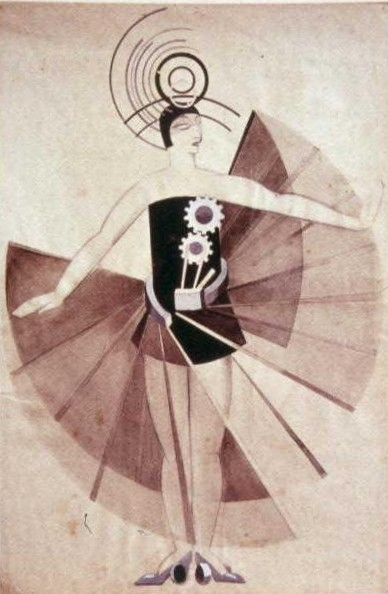
Aėlita